# Комиссия по геологической изученности СССР
Комиссия по геологической изученности СССР (КОГИ) — комиссия по истории геологии, объединявшая более 80 геологических учреждений СССР из различных ведомств (Академия наук СССР — научные институты всех республик СССР, Министерство геологии СССР — организации, Министерство высшего и среднего специального образования СССР — университеты и институты) с центром в Геологическом институте АН СССР.

## Деятельность

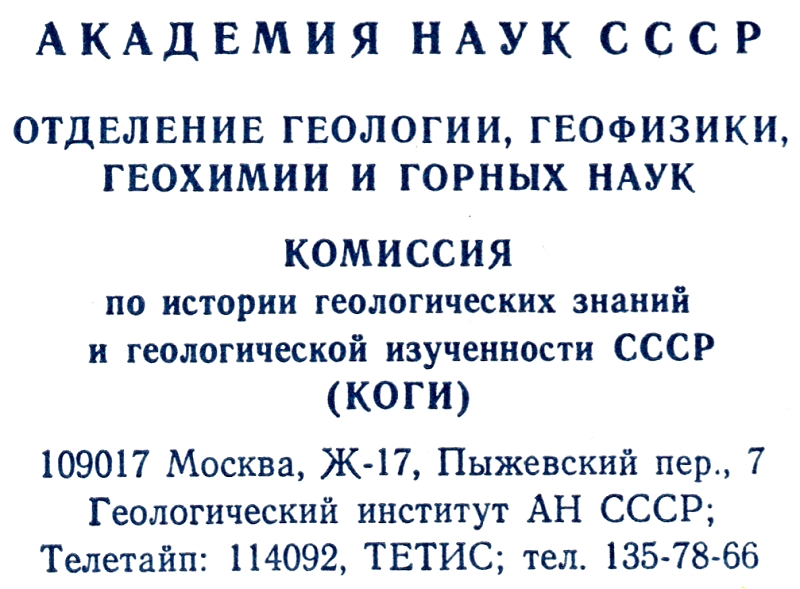
Бланк Комиссии

«Комиссия по истории геологических знаний и геологической изученности СССР» организовала сбор материалов, редактирование и публикацию 50 томов по 50 регионам СССР, состоящих из почти 1050 выпусков книг, серии «Геологическая изученность СССР» (охватившую всю территорию СССР), ответственным редактором (или заместителем) всех томов был В. В. Тихомиров, в 1953—1991 годах.
Издание позволило экономить время на планирование, подготовку и проведение очередных геологических исследований, избежать дублирования ранее проведенных работ. Подобного издания — по объёму и охвату материала, служащего мощным справочно-информационным фондом, — нет ни в какой другой стране, и не только в области геологии, но и в других науках. Благодаря публикации серии, геологам стали известны тысячи и тысячи фактических данных по геологии, которые они раньше не могли учитывать в своих обобщениях, так как эти данные хранились только в геологических фондах и были недоступны, для широкого использования.

## История
В 1955 году, по инициативе академика В. А. Обручева, была создана Комиссия по геологической изученности СССР (КОГИ) при Отделении геолого-географических наук (ОГГН АН СССР).
Президиум АН СССР поставил задачу собрать материалы (как рукописные, так и изданные), связанные с геологическими изысканиями, когда-либо проводившимися на территории занимаемой СССР, с тем чтобы создать возможно более полный фонд сведений по региональной геологии СССР.
В работе Комиссии приняли участие:

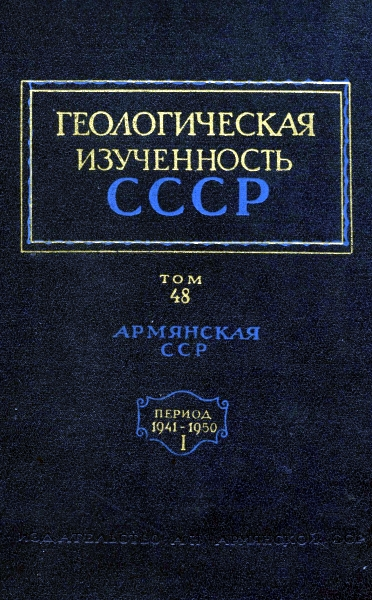
Геологическая изученность СССР

- 53 организации Министерства геологии СССР
- 25 академических организаций СССР и союзных республик
- 2 организации Министерства нефтедобывающей промышленности
- Центральный государственный архив народного хозяйства СССР.

В 1961—1990 годах КОГИ опубликовала 50 томов (состоящих из почти 1050 книг) «Геологическая изученность СССР» охватившую всю территорию СССР с 1670 по 1980 годы.
За образец систематизации и представления материалов была принята монография В. А. Обручева «История геологического исследования Сибири» (1931—1949). В серии содержится около миллиона сведений геологического характера. Каждая книга кроме рефератов и аннотаций (содержащих основные данные о тех или иных исследованиях) снабжена указателями (авторским, предметным, географическим, минералов, полезных ископаемых), включающими до 3000 индексов, что сильно облегчает и ускоряет поиски необходимых сведений. В книгах имеются обзорные главы, содержащие научный анализ того, что достигнуто за тот или иной период времени в каждой из отраслей геологии. Книги построены по строго территориальному признаку и следуют одна за другой в хронологическом порядке.
Организация, опыт работы и научные связи КОГИ легли в основу разработки, в начале 1960-х годов, планов создания международной организации по истории геологии. Основную роль в этом играл В. В. Тихомиров. Инициативу поддержал Национальный комитет геологов СССР во главе с А. П. Виноградовым и И. И. Горским. В 1967 году Международная комиссия по истории геологических наук (ИНИГЕО).
В 1983 году официальным названием стало — «Комиссия АН СССР по истории геологических знаний и геологической изученности СССР (КОГИ)».
Её основные задачи:
- координация деятельности отдельных ученых и групп, занимающихся вопросами истории и методологии геологических наук
- организация работ по изучению истории геологических исследований в СССР
- методическое руководство работами по составлению справочно-библиографических материалов, в том числе серии «Геологическая изученность СССР»
- участие в организации и проведении международных и внутрисоюзных совещаний по проблемам истории и методологии геологических исследований.

Последняя публикация: 1990 — Том 27: Читинская область. Выпуск 2: 3 части. В 1991 году были утверждены к печати ещё 4 выпуска, подготовлены 2, но не напечатаны.
С 1991 года Главлит СССР снял гриф Для служебного пользования (ДСП) с изданий «Выпуски II (Рукописные работы)».
Комиссия по геологической изученности СССР прекратила своё существование в конце 1991 года в связи с распадом СССР.
В 1992—1993 годах Комиссия работала под названием: Комиссия Российской академии наук по геологической изученности и Главная редакцию издания «Геологическая изученность» (главный редактор В. В. Тихомиров).

## Руководство
Председателями КОГИ в 1955—1992 годы были:
- 1955 — Шатский, Николай Сергеевич
- 1958 — Тихомиров, Владимир Владимирович

Учёные секретари, по году назначения:
- 1955 — Соловьёв, Юрий Яковлевич, ГИН АН СССР
- 1959 — Воскресенсквая, Ника Александровна, ГИН АН СССР
- 1969 — Гербова, Валентина Григорьевна, ГИН АН СССР
- 1983 — Гордина, Ирина Анатольевна, ГИН АН СССР
- 1984 — [уточнить]
- 1985 — Кутузова Н. И., ГИН АН СССР
- 1989 — Сидякина Е. А., ГИН АН СССР
- 1991 — Ремишова, Ирина Яновна

## Структура
В 1985 году в комиссию входил 41 человек из различных геологических ведомств СССР. Она подразделялась на 3 секции:
1. Секция по истории геологических знаний
2. Секция по истории регионально-геологических исследований, для подготовки серии «Геологическая изученность СССР»
3. Секция методологических проблем истории геологических наук.

## Совещания
Годичные сессии Комиссии АН СССР по истории геологических знаний и геологической изученности СССР (КОГИ):
- 1988 — Сыктывкар (11-13 октября), тема «История геологических исследований и поисков минерального сырья на европейском Северо-Западе»
- 1989 — Петрозаводск (июнь), тема «История геологических исследований и поисков минерального сырья на европейском Северо-Западе»
- 1990 — Киргизская ССР (не состоялась из-за событий в Ошской области)
- 1991 — Душанбе (октябрь).

## Издания
- Геологическая изученность СССР (1961—1991).